# سیارک ۹۸۳۹
سیارک ۹۸۳۹ (به انگلیسی: 9839 Crabbegat، نامگذاری:1988CT2) نه هزار و هشتصد و سی و نهمین سیارک کشف شده‌است که در ۱۱ فوریه ۱۹۸۸ کشف شد.
قدر مطلق سیارک برابر ۱۹.۵ است.